# Isla de Arros
La isla de Arros es un cayo del grupo de las islas Amirante en las Seychelles. Está situada a 255 kilómetros al suroeste de Mahé y a 45 kilómetros de Desroches.  
La isla fue descubierta en 1770 por marineros europeos.
En agosto de 2012, la isla había sido vendida por la Sra. Liliane Bettencourt (heredera de L'Oreal ), por 60 millones de dólares, para ser gestionada por la Fundación Save Our Seas. En 2014, fue designada oficialmente reserva natural.  
A la isla llegan desde Mahé aviones de la Compañía de Desarrollo Insular (IDC), Air Seychelles o Zil Air.  